# Scott Carson
Scott Paul Carson (n. 3 septembrie 1985, Cumbria, Anglia) este un fotbalist englez care a evoluat cel mai recent pentru Manchester City pe postul de portar. A jucat de 4 de ori în naționala Angliei.